# Peponactis aequatorialis
Genre
Espèce
Peponactis aequatorialis, unique représentant du genre Peponactis, est une espèce de cnidaires anthozoaires de la famille des Cerianthidae.

## Systématique
Le nom valide complet (avec auteur) de ce taxon est Peponactis aequatorialis Van Beneden, 1897.

## Publication originale
- Van Beneden, E. (1897). Les Anthozoaires de la Plankton-Expedition = Die Anthozoen der Plankton-Expedition. Ergebnisse der in dem Atlantischen Ocean von Mitte Juli bis Anfang November 1889 ausgeführten Plankton-Expedition der Humboldt-Stiftung, II. K.e.. Lipsius & Tischer: Kiel. 222 + XVIII plates pp. lire